# Isaac Vorsah
Isaac Vorsah (* 21. Juni 1988 in Accra) ist ein ehemaliger ghanaischer Fußballspieler.

## Karriere

### Verein
Vorsah spielte in der Jugend für den Oscar FC, den FC Maamobi und die Gamba All Blacks, für deren Mannschaft er 2006 erstmals in der Ghana Premier League auflief. Im Januar 2007 wechselte der Innenverteidiger zu Asante Kotoko und gewann mit ihnen den Coca Cola Top Four Cup.
Außerdem wurde er zum Besten Abwehrspieler der Saison gewählt. Im Sommer desselben Jahres wurde Vorsah an die TSG 1899 Hoffenheim ausgeliehen. Der Verein zog neun Monate später eine Kaufoption, die Vorsah bis 2011 an den Verein binden sollte. Vor der Weltmeisterschaft 2010 wurde der Vertrag vorzeitig bis 2014 verlängert. Aktuell hat Vorsah 97 Bundesliga-Spiele bestritten und dabei vier Tore erzielt.
Am 31. August 2012 wechselte Vorsah zum österreichischen Erstligisten FC Red Bull Salzburg. Dort unterschrieb er einen Vertrag bis Juni 2015. Als Vorsah dann zu seinem Debüt kam, wurde er nach fünf Minuten mit Rot vom Spielfeld verwiesen, wegen Torraub. Sein erstes Tor gelang ihm beim 3:1-Auswärtssieg gegen den SV Mattersburg.
Nachdem sein Vertrag ausgelaufen war, erhielt Vorsah, der in Salzburg lange verletzt war, einen neuen Vertrag beim Farmteam FC Liefering. Nach der Saison 2015/16 verließ er den FC Liefering. Nach kurzen Stationen in Marokko und Saudi-Arabien beendete Vorsah 2018 seine Karriere.

### Nationalmannschaft
International wurde Vorsah nicht für die Nachwuchsmannschaften seines Landes berücksichtigt und erstmals 2007 zu einem Freundschaftsspiel von Ghanas A-Nationalmannschaft in London gegen Senegal in den Kader berufen. Sein Debüt feierte er jedoch erst 18 Monate später im Februar 2009 gegen Ägypten beim 2:2 in Kairo. In der Folge kam er in der letzten Gruppenphase der Qualifikation für die Fußball-Weltmeisterschaft 2010 gegen Mali, Sudan und Benin zum Einsatz, und erreichte mit Ghana zum zweiten Mal in Folge die Qualifikation für die WM-Teilnahme. Im Januar 2010 spielte Isaac Vorsah für Ghana bei der Afrikameisterschaft 2010 in Angola. Er war dort einer der besten Spieler und verpasste keine einzige Minute für Ghana, das trotz einer durch Verletzungen und Sperren geschwächten Mannschaft das Finale erreichte und einen überraschenden zweiten Platz belegte.
Von der Afrikameisterschaft kehrte er mit einer ernsten Knieverletzung zurück. Dennoch stand er im Sommer 2010 im ghanaischen Kader für die Weltmeisterschaft in Südafrika, bei der die Afrikaner bis ins Viertelfinale vordrangen und dort erst im Elfmeterschießen gegen Uruguay unterlagen.
Auch für den Afrika-Cup 2013 wurde Isaac Vorsah in den Kader der Nationalmannschaft berufen.

## Erfolge
- Österreichischer Meister: 2014, 2015
- Österreichischer Cupsieger: 2014